# Thury (Côte-d’Or)
Thury ist eine französische Gemeinde mit 260 Einwohnern (Stand: 1. Januar 2022) im Département Côte-d’Or in der Region Bourgogne-Franche-Comté; sie gehört zum Arrondissement Beaune und zum Kanton Arnay-le-Duc.

## Geographie
Thury liegt etwa 51 Kilometer südwestlich von Dijon und etwa 37 Kilometer nordwestlich von Chalon-sur-Saône. Umgeben wird Thury von den Nachbargemeinden Saint-Pierre-en-Vaux im Norden, Champignolles im Nordosten und Osten, Molinot im Osten und Südosten, Épinac im Süden, Sully im Südwesten sowie Viévy im Westen und Nordwesten.

## Bevölkerungsentwicklung
| Jahr                       | 1962 | 1968 | 1975 | 1982 | 1990 | 1999 | 2006 | 2013 | 2019 |
| Einwohner                  | 377  | 342  | 344  | 318  | 310  | 297  | 283  | 287  | 254  |
| Quellen: Cassini und INSEE |      |      |      |      |      |      |      |      |      |

## Sehenswürdigkeiten

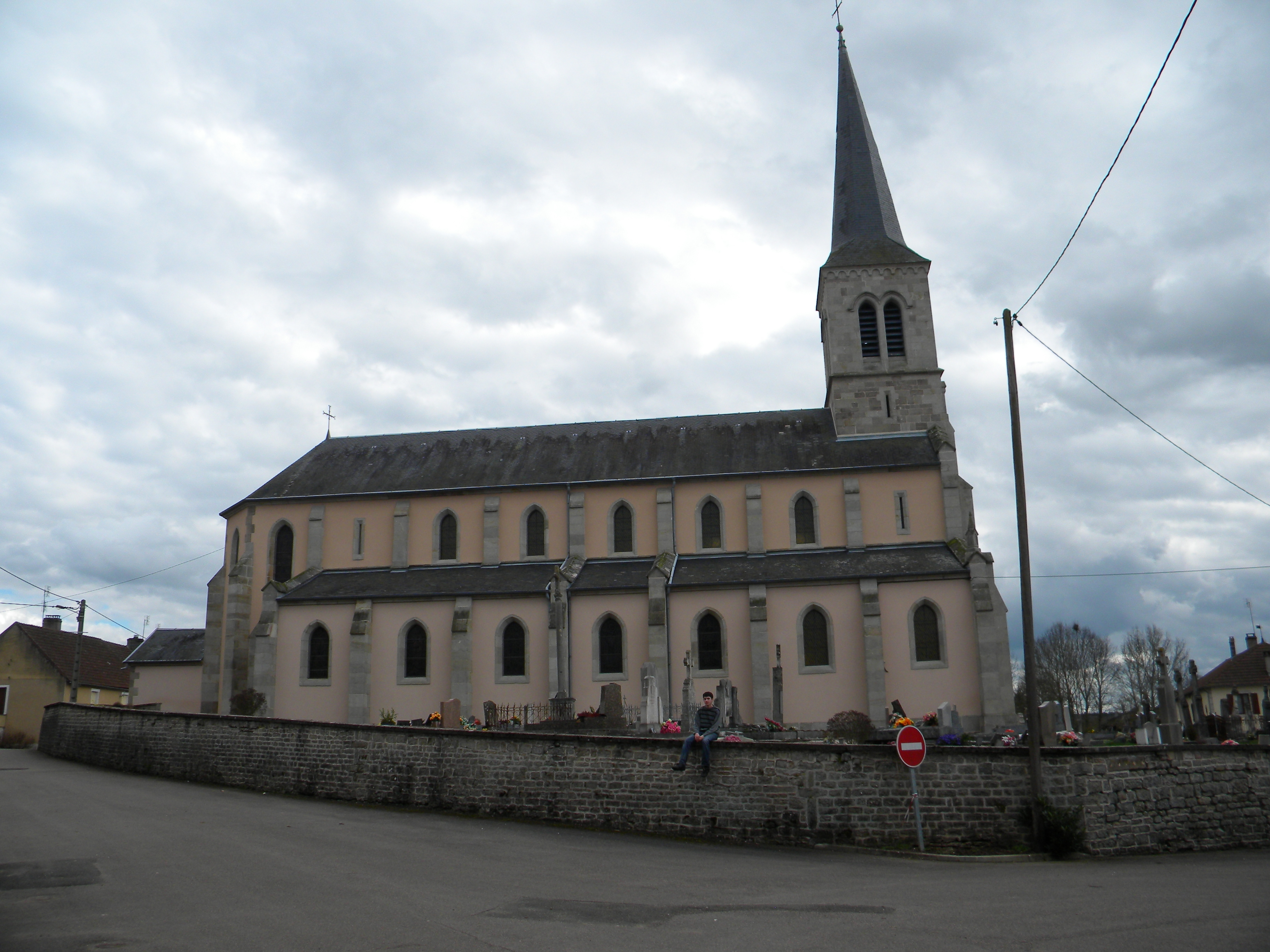
Kirche Saint-Hilaire

- Kirche Saint-Hilaire